# Деніел Ширс
Деніел Джей Ширс (англ. Daniel Jay Scheeres) — американський астроном і аерокосмічний інженер, почесний професор Університету Колорадо в Боулдері, академік Національної інженерної академії США (2017). Особливо відомий своїми роботами з небесної механіки, присвяченими динаміці астероїдів під впливом гравітаційних збурень і динаміці космічних апаратів в сильно несиметричних гравітаційних полях навколо астероїдів неправильної форми.

## Біографія

### Освіта
У 1985 році Ширс закінчив навчання в коледжі Калвіна в Університеті Мічигану та отримав ступінь бакалавра інженерії. Після цього, також в Університеті Мічигану, здобув ступінь магістра, а в 1992 році — ступінь доктора філософії з аерокосмічної техніки.

### Університет Мічигану
Отримавши ступінь доктора філософії, Ширс п'ять років працював у відділі навігаційних систем Лабораторії реактивного руху. Потім він повернувся до Університету Мічигану як асистент-професор аерокосмічної техніки, а потім став асоційованим професором і отримав постійну позицію.
У 2005 році Ширс був одним з керівників групи вчених, яка вперше в історії виявити, як припливне збурення від земної гравітації може змінити обертання масивного астероїда. Наступного року він був частиною групи, яка аналізувала дані космічної місії Хаябуса до астероїда Ітокава.

### Університет Колорадо в Боулдері
У 2008 році Ширс перейшов на роботу до Університету Колорадо в Боулдері, де з часом став заслуженим професором на факультеті аерокосмічних інженерних наук. Він був обраний членом Американського інституту аеронавтики та астронавтики. 2017 року був обраний до Національної інженерної академії (NAE) за його «новаторську роботу з руху тіл у сильно збурених областях, зокрема поблизу астероїдів і комет».

## Відзнаки
У 1999 році на честь його «новаторської роботи з дослідження динаміки орбіт, близьких до малих планет неправильної форми» астероїд (8887) 1994LK1 було перейменовано на 8887 Ширс.